# For Life (EP)
Pour les articles homonymes, voir For Life.
Albums de EXO
Ex'act
(2016) The War
(2017)
Singles
1. For Life
Sortie : 19 décembre 2016

For Life est le cinquième EP du boys band sud-coréano-chinois EXO, sorti le 19 décembre 2016 sous SM Entertainment et distribué par KT Music. C'est le troisième mini-album ayant pour thème Noël.

## Contexte et sortie
Le 30 novembre 2016, la SM Entertainment confirme qu'EXO sortira son troisième mini-album d'hiver, après Miracles in December (2013) et Sing for You (2015). Le 14 décembre, le titre de l'album a été dévoilé, "For Life". L'album et les clips de sa chanson-titre qui mettent en vedette l'actrice japonaise Nanami Sakuraba aux côtés de trois membres d'EXO Kai, Suho et Chanyeol, ont été publiées simultanément le 19 décembre. Contrairement aux précédents albums d'EXO qui ont été publiés en versions coréenne et chinoise séparément, celui-ci contient à la fois les versions coréenne et chinoise des pistes. Une partie des recettes de leur mini-album d'hiver ont été versées à une campagne de l'UNICEF.

## Ventes
Au cours de la première semaine depuis sa sortie, For Life a été vendu à plus de 300 000 exemplaires, ce qui représente la deuxième meilleure vente d'albums d'EXO dès la première semaine. Selon Hanteo Chart, c'est la troisième meilleure première semaine de ventes dans l'histoire des ventes d'albums sud-coréens. Le mini-album est classé numéro un sur le Gaon Album Chart et deuxième album le plus vendu de la semaine le 4 janvier 2017, selon United World Chart. L'EP est devenu le troisième album le plus vendu dans le Gaon Chart en 2016 avec 438 481 exemplaires vendus.

## Liste des titres
| For Life (Version coréenne) | For Life (Version coréenne)                                         | For Life (Version coréenne)  | For Life (Version coréenne)                                                             | For Life (Version coréenne) | For Life (Version coréenne) | For Life (Version coréenne) | For Life (Version coréenne) | For Life (Version coréenne) | For Life (Version coréenne) |
| No                          | Titre                                                               | Auteur                       | Producteur(s)                                                                           | Durée                       |                             |                             |                             |                             |                             |
| --------------------------- | ------------------------------------------------------------------- | ---------------------------- | --------------------------------------------------------------------------------------- | --------------------------- | --------------------------- | --------------------------- | --------------------------- | --------------------------- | --------------------------- |
| 1.                          | For Life                                                            | Kenzie                       | Kenzie, Matthew Tishler, Aaron Benward                                                  | 03:58                       |                             |                             |                             |                             |                             |
| 2.                          | Falling For You                                                     | Seo Ji-eum                   | DOM, Richard Garcia, Andreas Stone Johansson, Allison Kaplan                            | 03:24                       |                             |                             |                             |                             |                             |
| 3.                          | What I Want For Christmas (chanté par D.O., Suho, Chen et Baekhyun) | JQ, Seolim (Makeumine Works) | BUM, Chek Parren, J.Lewis, Sidnie Tipton                                                | 03:22                       |                             |                             |                             |                             |                             |
| 4.                          | Twenty Four (chanté par Kai, Sehun, Chanyeol et Xiumin)             | Lee Yoo-jin                  | Joseph "Joe Millionaire" Foster, Tay Jasper, Leven Kali, Otha `Vakseen` Davis III, MZMC | 03:40                       |                             |                             |                             |                             |                             |
| 5.                          | Winter Heat                                                         | Kim Min-ji                   | Andreas Öberg, Maria Marcus, Andrew Choi                                                | 03:35                       |                             |                             |                             |                             |                             |
| 17:59                       |                                                                     |                              |                                                                                         |                             |                             |                             |                             |                             |                             |

| For Life (Version chinoise) | For Life (Version chinoise)                                                   | For Life (Version chinoise) | For Life (Version chinoise)                                                             | For Life (Version chinoise) | For Life (Version chinoise) | For Life (Version chinoise) | For Life (Version chinoise) | For Life (Version chinoise) | For Life (Version chinoise) |
| No                          | Titre                                                                         | Auteur                      | Producteur(s)                                                                           | Durée                       |                             |                             |                             |                             |                             |
| --------------------------- | ----------------------------------------------------------------------------- | --------------------------- | --------------------------------------------------------------------------------------- | --------------------------- | --------------------------- | --------------------------- | --------------------------- | --------------------------- | --------------------------- |
| 1.                          | 一生一事 (For Life)                                                           | Xiaohan                     | Kenzie, Matthew Tishler, Aaron Benward                                                  | 03:58                       |                             |                             |                             |                             |                             |
| 2.                          | 亿万分之一的奇迹 (Falling For You)                                            | Yang Yao Cheng              | Dominique Rodriguez, Richard Garcia, Andreas Stone Johansson, Allison Kaplan            | 03:24                       |                             |                             |                             |                             |                             |
| 3.                          | 再续冬季 (What I Want For Christmas) (chanté par Lay, D.O., Chen et Baekhyun) | Wang Jing Yun               | BUM, Chek Parren, J.Lewis, Sidnie Tipton                                                | 03:22                       |                             |                             |                             |                             |                             |
| 4.                          | 二十四小时 (Twenty Four) (chanté par Xiumin, Kai, Sehun et Chanyeol)          | Sun Yi En                   | Joseph "Joe Millionaire" Foster, Tay Jasper, Leven Kali, Otha `Vakseen` Davis III, MZMC | 03:40                       |                             |                             |                             |                             |                             |
| 5.                          | 暖冬 (Winter Heat)                                                            | Xiaohan                     | Andreas Öberg, Maria Marcus, Andrew Choi                                                | 03:35                       |                             |                             |                             |                             |                             |
| 17:59                       |                                                                               |                             |                                                                                         |                             |                             |                             |                             |                             |                             |

## Classements

### Classements hebdomadaires
| Classements                   | Meilleure position |
| ----------------------------- | ------------------ |
| South Korea (Gaon)            | 1                  |
| Japanese Albums (Oricon)      | 7                  |
| US World Albums (Billboard)   | 9                  |
| French Download Albums (SNEP) | 193                |

### Classement mensuel
| Classement         | Meilleure position |
| ------------------ | ------------------ |
| South Korea (Gaon) | 1                  |

### Classements annuels
| Classements                        | Meilleure position |
| ---------------------------------- | ------------------ |
| South Korea (Gaon)                 | 3                  |
| Chinese Albums (YinYueTai V-Chart) | 5                  |

## Ventes
| Pays               | Ventes  |
| ------------------ | ------- |
| South Korea (Gaon) | 442 592 |
| Japan (Oricon)     | 22 826  |
| China (Xiami)      | 269 004 |

## Prix et nominations
| Année | Prix                       | Travail nommé | Titre                                    | Résultat   |
| ----- | -------------------------- | ------------- | ---------------------------------------- | ---------- |
| 2017  | 6e Gaon Chart Music Awards | For Life      | Artist of the Year (Album) - 4th Quarter | Nomination |

### Programme de classements musicaux
| Chanson    | Programme        | Date             |
| ---------- | ---------------- | ---------------- |
| "For Life" | Music Bank (KBS) | 30 décembre 2016 |

## Historique de sortie
| Pays         | Date             | Format                   | Label                      |
| ------------ | ---------------- | ------------------------ | -------------------------- |
| Corée du Sud | 19 décembre 2016 | CD, téléchargement légal | SM Entertainment, KT Music |
| Monde entier | 19 décembre 2016 | Téléchargement légal     | SM Entertainment           |